# Rondo im. Eugeniusza Kasprzaka
Rondo im. pilota Eugeniusza Kasprzaka w Lublinie – rondo w Lublinie, w dzielnicy Bronowice. Jeden z ważniejszych węzłów komunikacyjnych w Lublinie. Do ronda ul. Krańcowa od południa, od północy ul. Chemiczna a ze wschodu i zachodu al. Wincentego Witosa. Rondo przebiega na wiadukcie nad al. Witosa. Jest jednym z węzłów obwodnicy miejskiej.

## Otoczenie
W okolicach ronda znajdują się restauracja McDonald’s, hurtownia Makro, supermarket przemysłowy Obi i oddział banku Pekao S.A. Nieopodal ronda znajduje się także hipermarket Carrefour wraz z Galerią Lubelską, centrum Dekoral oraz Kościół pw. Podwyższenia Krzyża Świętego.

## Komunikacja Miejska
Przez rondo kursują linie autobusowe nr 7, 47, 50 i 55. W bezpośredniej bliskości ronda znajdują się 2 przystanki autobusowe.